# Малеина, Марина Николаевна
Мари́на Никола́евна Мале́ина (род. 6 июня 1959) — советский и российский юрист, специалист в области гражданского права. Доктор юридических наук, профессор. Дочь Н. С. Малеина.

## Биография
После окончания МГУ продолжила обучение в аспирантуре. В 1985 году защитила диссертацию кандидата юридических наук на тему «Правовое регулирование отношений между гражданами и лечебными учреждениями» и начала преподавательскую деятельность на кафедре гражданского и семейного права Всесоюзного юридического заочного института.
Преподавала также на кафедре гражданского права и процесса юридического института Московского государственного университета путей сообщения.
В 1997 году защитила докторскую диссертацию «Личные неимущественные права граждан (понятие, осуществление, защита)».
В настоящий[уточнить] момент является профессором кафедры гражданского и семейного права Московского государственного юридического университета имени О. Е. Кутафина (МГЮУ), лектором Школы права «Статут».
В 2011 году присвоено звание заслуженного юриста Российской Федерации

## Основные работы
Монографии
- Защита личных неимущественных прав советских граждан: пособие для слушателей народных университетов. — М. : Знание, 1991. — 127 с.
- Человек и медицина в современном праве: учебное и практическое пособие. — М.: БЕК, 1995. — 260 с.
- Личные неимущественные права граждан: понятие, осуществление, защита. — М.: МЗ Пресс, 2000. — 242 с.

Статьи
- Защита чести и деловой репутации неопределенного круга лиц // Вестник гражданского права. 2010. N 1. С. 173—180.
- Спорные вопросы нарушения права на банковскую тайну // Банковское право. 2010. N 3. С. 8 — 10.
- Право на тайну и неприкосновенность персональных данных // Журнал российского права. 2010. N 11. С. 18 — 28.
- Обязанность родителей заботиться о здоровье своих детей и отказ родителей от медицинского вмешательства в отношении своих детей в возрасте до 15 лет // Медицинское право. 2011. N 3. С. 21 — 25.
- Публичный лесной сервитут // Законы России: опыт, анализ, практика. 2011. N 6. С. 30 — 37.